# اوئا هوکا
اوئا هوکا (به فرانسوی: Ua Huka) یک جزیره در فرانسه است که در پلی‌نزی فرانسه واقع شده‌است.

## خصوصیات
اوئا هوکا ۸۳ کیلومترمربع مساحت و ۵۷۱ نفر جمعیت دارد.